# التصحيح البصري
التصحيح البصري (بالإنجليزية: Optical rectification) هو سيرورة لاخطية بصرية، مؤلفة من توليد استقطاب شبه ثابت، في أوساط لا خطية من خلال اخضاعها لحزمة بصرية شديدة، تعتبر التصحيح البصري عملية لا خطية من الدرجة الثانية بالحالة العامة، وهي تمثل عملية معاكسة للأثر الكهروبصري واكتشفت للمرة الأولى عام 1962. 

الإلكترون باللون البنفسجي، يدفع من خلال حقل جيبي، ولكن كون الإلكترون يتحرك ضمن حقل لا متناسق فإن حركته لن تكون جيبية الأسهم الثلاثة تظهر سلاسل فورية للحركة

مخطط يظهر الكرستالة الأيونية من دون تطبيق أي حقل كهربائي في القسم العلوي، ومع تطبيق حقل كهربائي جيبي مسبب باستخدام الضوء.